# Гроувс, Винсент
Винсент Даррел Гроус (англ. Vincent Darrel Groves; 19 апреля 1954, Денвер, штат Колорадо — 31 октября 1996, Денвер, штат Колорадо) — американский серийный убийца, совершивший серию из как минимум 7 убийств молодых девушек и женщин на территории города Денвер в период с марта 1979 года по июль 1988 года. Вина Винсента Гроувса в совершении 4 убийств была доказана в 2012 году на основании результатов ДНК-экспертизы спустя 16 лет после его смерти, вследствие чего настоящее количество его жертв остается неизвестным. Всего же Департаментом полиции Денвера Гроувс на основании косвенных улик и ряда свидетельских показаний подозревается в причастности к совершению более 20 убийств.

## Ранние годы
Винсент Гроувс родился 19 апреля 1954 года в семье почтальона и учительницы. Был старшим в семье из трех сыновей. Семья проживала в западном пригороде Денвера  под названием  Уит Ридж, который был заселен представителями среднего класса общества и считался социально-благополучным.  Оба родителя Винсента вели законопослушный образ жизни, не имели проблем с законом и вредных привычек, отрицательно влияющих на быт, здоровье детей и благосостояние семьи в целом. Винсент посещал школу Wheat Ridge High School, которую окончил в 1972 году, являлся единственным чернокожим студентом в классе. Одноклассником Гроувса был Дэйв Логан,  известный в будущем профессиональный игрок в американский футбол и тренер.
Обладая высоким ростом и атлетическим телосложением, в школьные годы Винсент занимался спортом и входил в школьную команду по баскетболу. На спортивном поприще он добился выдающихся результатов. В 1972 году его команда дошла до финала в ежегодном межшкольном чемпионате  по баскетболу в штате Колорадо, а Гроувс был признан лучшим игроком команды, благодаря этому он был популярен в школе и имел множество друзей и знакомых. После окончания школы Винсент поступил в колледж  «Coe College», расположенный в городе Сидар-Рапидс, штат Айова,  где  стал выступать в местной команде по баскетболу. Однако Гроувс быстро потерял интерес к учебе и спорту, вследствие чего в 1974 году по причине хронических прогулов бросил учебное заведение и вернулся в Денвер. Он поселился у бабушки и нашел работу электрика в компании «Gates Rubber Company». В свободное от работы время Гроувс увлекался алкогольными напитками и посещал кварталы «красных фонарей», вследствие чего в конце 1970-х много времени проводил в обществе проституток и сутенеров и впоследствии начал вести маргинальный образ жизни.

## Криминальная карьера
В конце 1977 года Гроувс познакомился с 17-летней Джанетт Бача, которую он склонил к занятию проституцией и стал ее сутенером. 11 июня 1978 года обнаженное тело Баки было найдено в лесистой местности округа Джефферсон. В ходе расследования полиция допросила Гроувса, но доказательств его вины не нашлось, по причине чего никаких обвинений ему предъявлено не было. Через несколько месяцев Гроувс познакомился с 21-летней Нормой Джин Хэлфорд, которая вскоре стала его сожительницей. 24 августа 1979 года один из военнослужащих армии США обнаружил пустой автомобиль Нормы Хэлфорд, припаркованный на горной дороге за пределами города Джорджтаун. В ходе расследования ее местонахождение не было установлено и ее судьба осталась неизвестной. В конце 1979 года Винсент Гроувс начал увлекаться наркотическими средствами и приобрел наркозависимость. В этот период он познакомился с Джанетт Хилл, которая в марте 1981 года стала его женой. Вследствие наркотической зависимости, Гроувс стал демонстрировать девиантное поведение. Он уволился из компании Gates Rubber Company и нашел работу уборщика с ненормированным рабочим днем, вследствие чего его жена вступила с ним в социальный конфликт. 14 августа 1981 года Гроувс во время кемпинга убил 17-летнюю Тэмми Сью Вудрам. По совету своей жены Гроувс после совершения убийства явился в полицейский участок, где дал признательные показания. Он настаивал на том, что девушка умерла от передозировки наркотиков, однако в ходе судебно-медицинской экспертизы было установлено, что жертва была изнасилована и задушена, а следов наркотических средств в ее крови выявлено не было. На этом основании Винсенту Гроувсу было предъявлено обвинение в убийстве второй степени. Летом 1982 года он был признан виновным виновным и получил в качестве наказания 12 лет лишения свободы. Во время заключения он развелся с женой, получил образование и прошел несколько программ по реабилитации сексуальных преступников, по причине чего 13 февраля 1987 года получил условно-досрочное освобождение и вышел на свободу. 
Он вернулся в Денвер к родителям. При поддержке своего отца Винсент обзавелся автомобилем синего цвета АМС Конкорд и нашел работу дворника в одной из церквей и работу уборщика в одном из универмагов города. В свободное от работы время Гроувс посещать одну из центральных улиц в городе под названием Колфакс-Авеню, где из-за социальных-экономических потрясений стала процветать проституция, наркоторговля и был зафиксирован самый высокий уровень преступности на тот момент. В марте 1987 года Гроувс познакомился на улице Колфакс-Авеню с 20-летней проституткой Шелией Вашингтон. Заплатив девушке, Гроувс отвез ее в один из мотелей, где после совместного употребления наркотических средств избил ее и совершил попытку удушения. Действия преступника привлекли шум других жителей мотеля, после чего Гроувс сбежал с места преступления. Вашингтон осталась жива и впоследствии описала внешний вид автомобиля Гроувса и детали его внешности, но не смогла назвать его имя, благодаря чему Гроувс не попал под подозрение. В августе 1988 года Вашингтон опознала его автомобиль и заявила об этом в полицию. В это же время Гроувс стал подозреваемым в причастности к убийствам более 20 девушек, занимающихся проституцией в Денвере, которые были задушены. В ходе расследования было установлено, что Гроувс был знаком с жертвами и был известен как наркодилер в среде проституток и сутенеров, работающих на Колфакс-Авеню, в некоторых случаях Гроувс был последним, кого видели с жертвой. На основании косвенных улик и свидетельских показаний Винсент Гроувс был арестован 1 сентября 1988 года и подвергся допросу. Во время допроса он категорически отказался признать свою причастность к убийствам девушек и настаивал на своей невиновности. В ходе расследования у него был взят образец крови, а также были подвергнуты допросу его родители, бывшая жена и ряд знакомых. Его автомобиль и апартаменты были подвергнуты обыску, но никаких изобличающих улик против него найдено не было, вследствие чего ему в конечном итоге было инкриминировано обвинение в нападении на Шелию Вашингтон. На судебном процессе, который открылся в начале 1989 года, Гроувс заявил о том, что его действия были самообороной, после того как Вашингтон украла у него 1600 долларов и совершила на него нападение, так как Шелия Вишингтон к тому времени была осуждена за хранение кокаина, адвокату Гроувса удалось доказать, что девушка страдала наркотической зависимостью и была склонна к совершению правонарушений, на основании чего в феврале того же года Винсент Гроувс был оправдан.  
Однако на свободу он не вышел, так как к тому времени на основании результатов ДНК-экспертизы следствию удалось доказать причастность Гроувса к убийству 19-летней проститутки Хуаниты Ловато, чье обнаженное тело было найдено в апреле 1988 года в сельской местности к востоку от Денвера и к убийству 25-летней проститутки по имени Дайаны Мансера, чье тело было обнаружено в округе Адамс в районе межштатной автомагистрали I-25 к западу от Денвера.

## Суд
Винсент Гроувс был признан виновным в убийстве Хуаниты Ловато и в 1990 году был приговорен к пожизненному лишению свободы. Через месяц он был этапирован в округ Адамс, где предстал перед судом по обвинению в убийстве Дайаны Мансера. В конце 1990 года он был признан виновным в ее смерти и получил в качестве наказания 20 лет лишения свободы. На судебном процессе прокуратура предоставила доказательства причастности Гроувса еще к восьми другим убийствам в Денвере. На основании свидетельских показаний и других улик было установлено, что Винсент Гроувс был последним человеком, которого видели с жертвами, прежде чем они были найдены мертвыми или сбежавшими. Однако никаких новых обвинений ему предъявлено не было

## Смерть
В начале 1990-х у Винсента Гроувса начались проблемы со здоровьем. У него был диагностирован гепатит C и печёночная недостаточность, от осложнений которых он умер 31 октября 1996 года в тюремном госпитале недалеко от Денвера. Незадолго перед смертью Гроувсу было предложено дать признательные показания в совершении других убийств, но он ответил отказом.

## Последующие события
В 2012 году на основании ДНК-анализа удалось доказать причастность Гроувса к совершению убийств 25-летней Эммы Дженефор, чье тело было обнаружено в Денвере в марте 1978 года; 23-летней Джойс Рами, которая была убита в июле 1979 года; 20-летней Пегги Кафф, чье тело было обнаружено в ноябре 1979 года в Денвере и 35-летней Памелы Монтгомери, которая была задушена в августе 1988 года. В 1989 году, во время судебного процесса Гроувс уже подозревался в убийстве Памелы Монтгомери, так как в ходе расследования был найден свидетель, который идентифицировал Винсента как водителя автомобиля, в который девушка села в день своего исчезновения, после чего была обнаружена мертвой.